# Lancetogłów meksykański
Lancetogłów meksykański, meksykański wąż królewski (Lampropeltis mexicana) – gatunek niejadowitego węża z rodziny połozowatych (Colubridae). Występuje w środkowym Meksyku na Wyżynie Meksykańskiej.

## Systematyka
Obecnie gatunek ten uznawany jest za monotypowy; populacje dawniej uznawane za jego podgatunki zyskały rangę odrębnych gatunków: Lampropeltis alterna (wraz z blairi jako podgatunkiem bądź synonimem), Lampropeltis leonis (wraz z thayeri jako podgatunkiem bądź synonimem) i Lampropeltis greeri.

## Opis

### Wymiary i pokrój ciała
Dorosły: od 60 do 120 cm (osobniki typowe to około 90 cm)

Młode po wykluciu: od 20 do 25 cm

Ciało wysmukłe w stosunku do długości. Głowa wyraźnie zaznaczona.

### Uzębienie
typu aglypha.

### Ubarwienie
Tło w kolorze od jasnoszarego do bardzo ciemnoszarego (u niektórych podgatunków nawet czarne) z brązowymi lub brązowo-czerwonymi pręgami (niedomkniętymi po stronie brzusznej) rozszerzającymi się na grzbiecie, niekiedy z niewielką plamą koloru tła. Pręgi ograniczone czarną linią – szerokości jednej łuski. Podbrzusze jaśniejsze, prawie różowo-żółte z nieregularnymi plamami koloru czarnego. Na głowie u większości osobników występuje wyraźny wzór odwróconej trzylistnej koniczyny wyznaczającej odwróconą literę Y, lub odwróconego serca/tarczy.

### Tryb życia
Wąż naziemny zamieszkujący suche, niepustynne tereny Wyżyny Meksykańskiej, zalesione lasami sosnowymi lub dębowymi. Podłoże w dużym stopniu kamieniste.

Pomimo okrągłej źrenicy oka sugerującej przystosowanie do dziennego trybu życia wąż aktywny głównie nocą.

### Żywienie
Małe gryzonie, jaszczurki, węże w tym nawet grzechotniki.

## Hodowla

### Minimalne wymiary zbiornika
Dla pary 0,85x0,50x0,40 długości osobnika – wymiar ten odnosi się także do jednego osobnika.

### Temperatura
W dzień 28 °C, w nocy 20 °C, należy także zapewnić stałą „wyspę cieplną” o temperaturze 34–38 °C.

### Wilgotność w zbiorniku
47%–60%

### Kryjówki
Minimum dwie kryjówki. Jedna w strefie najzimniejszej, druga w strefie ciepłej. Duża ilość dodatkowych kryjówek takich jak porzucone na podłożu liście czy konary dobrze wpływa na poczucie bezpieczeństwa węża.
Dodatkowo w okresie linienia należy zapewnić wilgotną kryjówkę wyścieloną mchem lub torfem.

### Podłoże
Wszelkiego rodzaju podłoża naturalne stosowane w terrarystyce – rozdrobniona kora z drzew iglastych, trociny drzew liściastych, drewienka drzew liściastych. Należy zwrócić uwagę, że węże na legowisko wybierają podłoża w miarę miękkie takie jak mech czy trociny z topoli osiki.

### Woda
Miska z codziennie zmienianą wodą.
Ze względu na warunki w jakich żyją na wolności, nie jest wymagany basen do kąpieli. Zdrowe osobniki bardzo rzadko wchodzą całe do wody.

### Karmienie
Na ogół bez problemu przyjmują żywe jak i martwe gryzonie takie jak myszy, np. myszorówki natalskie (Praomys natalensis).
Powyższa dieta zapewnia wszystkie składniki odżywcze i nie wymaga wzbogacania suplementami takimi jak wapń czy witaminy.

### Zimowanie
Węże te nie zimują.